# Frederico Ulrico, Duque de Brunsvique-Luneburgo
Frederico Ulrico de Brunsvique-Volfembutel (5 de abril de 1591 - 11 de agosto de 1634) foi Duque de Brunsvique-Luneburgo e Príncipe de Volfembutel de 1613 até à sua morte.

## Família
Frederico foi o primeiro filho do segundo casamento do duque Henrique Júlio, Duque de Brunsvique-Luneburgo com a princesa Isabel da Dinamarca. Os seus avós paternos eram o duque Júlio de Brunswick-Wolfenbüttel e a princesa Edviges de Brandemburgo. Os seus avós maternos eram o rei Frederico II da Dinamarca e a duquesa Sofia de Mecklemburgo-Güstrow.

## Biografia
Frederico estudou nas universidades de Helmstedt e de Tubinga e tornou-se duque governante após a morte do seu pai em 1613. Em 1615 entrou em guerra com a cidade de Brunsvique que não estava disposta a reconhecê-lo como seu governante.
Entre 1616 e 1622 foi deposto pela sua mãe, a princesa Isabel da Dinamarca, com a ajuda do seu tio, o rei Cristiano IV da Dinamarca, devido aos seus problemas com o alcoolismo. O governo foi liderado por Anton von Streithorst que quase arruinou o estado quando começou a fabricar moedas com metais mais baratos, o que levou à inflação da moeda. Devido à situação complicada do estado, o rei Cristiano voltou a colocar Frederico Ulrich no governo novamente. Com a ajuda dos estados nobres conseguiu recuperar todo o seu poder. Os membros do governo de regência fugiram do estado.
Devido à fraqueza e indecisão de Frederico, Brunsvique foi fortemente atacada durante os saques da Guerra dos Trinta Anos, tanto pelas forças católicas de Tilly  e Pappenheim como pelas forças protestantes do seu tio Cristiano da Dinamarca e do rei Gustavo Adolfo da Suécia. O duque perdeu grande parte do seu território nesta altura. Morreu num acidente em 1634. 

## Casamento
Frederico casou-se com a princesa Ana Sofia de Brandemburgo, filha de eleitor João Segismundo de Brandemburgo e da duquesa Ana da Prússia no dia 4 de setembro de 1614. O casal não teve filhos.